# Clubiona ovalis
Clubiona ovalis är en spindelart som beskrevs av Zhang 1991. Clubiona ovalis ingår i släktet Clubiona och familjen säckspindlar. Inga underarter finns listade i Catalogue of Life.